# Mary Lindenstein Walshok
Mary Lindenstein Walshok, född 1942, är en amerikansk sociolog.

## Utbildning
Walshok avlade kandidatexamen vid Pomona College 1964, masterexamen vid Indiana University 1967 och disputerade vid Indiana University 1969. 

## Karriär
Walshok var adjungerad professor i företagsekonomi med särskild inriktning mot företagande vid Handelshögskolan i Stockholm 1999–2005.
Hon är för närvarande anställd som biträdande rektor och dekanus vid University of California San Diego (UCSD) och som adjungerad professor vid den sociologiska institutionen vid samma universitet.

## Utmärkelser
I maj 2002 erhöll hon Nordstjärneorden och blev riddare av första klassen "som ett erkännande av hennes betydande bidrag till utvecklingen av företagandet i Sverige".